# Synopeas hastatus
Synopeas hastatus är en stekelart som beskrevs av Peter Neerup Buhl 2002. Synopeas hastatus ingår i släktet Synopeas och familjen gallmyggesteklar. Inga underarter finns listade i Catalogue of Life.